# Distanzschutzrelais
Das Distanzschutzrelais ist eine Schutzeinheit im Bereich der elektrischen Energietechnik und wird für den sicheren Betrieb von Stromnetzen eingesetzt. Es stellt eine spezielle Form des Netzschutzes dar und wird zum Beispiel bei elektrischen Drehstrom-Synchronmaschinen, Leistungstransformatoren, Höchst-, Hoch- und Mittelspannungskabeln und -freileitungen eingesetzt.

## Grundlagen
Um in einem Stromnetz optimale Selektivität bei gleichzeitig stabiler Versorgung zu gewährleisten, ist bei einem Fehler die Ermittlung des Fehlerortes genauso wichtig wie die Ermittlung der Fehlerart. Mit welchen Mitteln der Fehlerort bestimmt werden kann, ist abhängig von der Art des Netzes. Im vermaschten Netz kann nur durch Impedanzvergleich mit Richtungsentscheid eine Fehlerortung erreicht werden. Dies erfolgt mit entfernungsabhängigen Impedanzrelais, allgemein als Distanzschutzrelais bezeichnet.
Der Begriff Relais in diesem Zusammenhang ist historisch zu verstehen, da in der ersten Hälfte des 20. Jahrhunderts erste Distanzschutzeinrichtungen elektromechanisch aufgebaut wurden und unter anderem spezielle Bauformen von Relais wie das Drehspulrelais mit Gleichrichtern umfassten. Heutige Distanzschutzrelais haben, bis auf den Namen, nichts mit einem elektromechanischen Relais zu tun – Sie sind typischerweise digital arbeitende Geräte mit Mikrocontrollern und verschiedenen Messwerteingängen für die Spannungs- und Stromwerte, verschiedenartigen Schaltkontakten nach außen und Steuer- und Konfigurationsschnittstellen.

## Geschichte

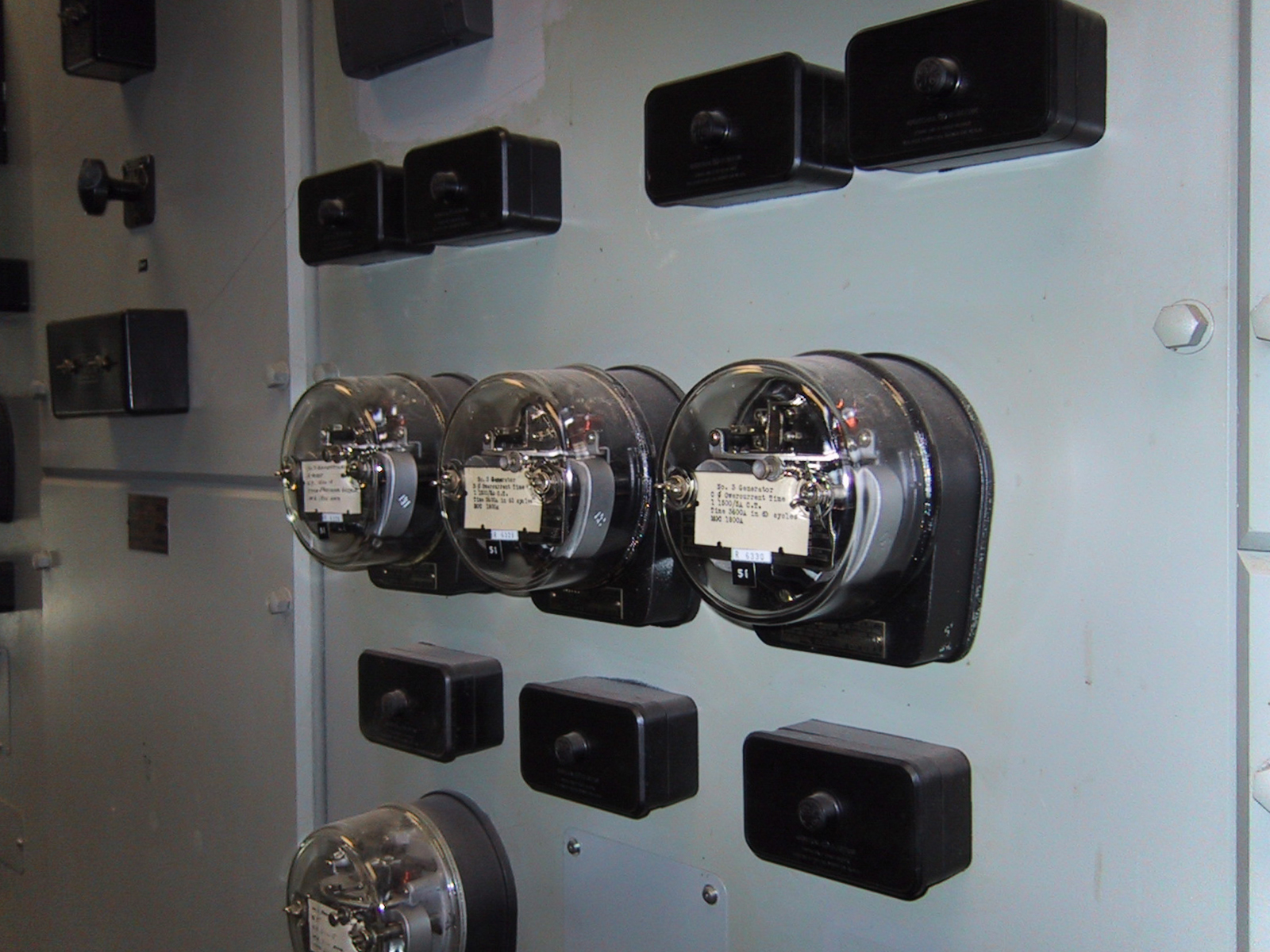
Historisches elektromechanisches Distanzschutzrelais

Im Jahr 1923 wurden in Deutschland erstmals Distanzschutzrelais durch die AEG und die Dr. Paul Neyer AG eingesetzt. Die Vorteile dieser Schutzgeräte machte sich im Zuge der ständigen Vergrößerung und der damit verbundenen Vermaschung der Netze sehr schnell bemerkbar.
Die ständige Weiterentwicklung der Distanzschutzrelais führte zu verschiedenen Auslösekennlinien. Relais mit stetiger Auslösekennlinie wurden durch Relais mit gebrochener Kennlinie abgelöst. Spätere Distanzschutzrelais hatten fast ausnahmslos in einer Richtung wirkende Stufenkennlinien. Der heutige digitale Schutz kann mit den jeweiligen Stufenkennlinien in jede Richtung variieren. Als Begriffsbestimmung für den Distanzschutz gilt:
Es ist ein widerstands- und energierichtungsabhängiger Zeitstaffelschutz, dessen Kommandozeit mit größer werdender Entfernung zwischen Relaiseinbauort und Fehlerstelle stufig ansteigt.
Der Vorteil des Distanzschutzrelais liegt im Wegfall der Verlegung von Steuer- und Messleitungen zur gegenüberliegenden Seite des zu schützenden Betriebsmittels. Das Relais bietet eine optimale Betriebssicherheit und stellt für Hochspannungsnetze die technisch beste Lösung dar.

## Funktionsweise
Welche Art der Anregung zum Einsatz kommt, ist abhängig vom Impedanzverhältnis am Einbauort des Relais. Das Impedanzverhältnis ist der Quotient der Quellenimpedanz am Einspeiseort und der Kurzschlussimpedanz am Fehlerort.
| Art der Anregung | Impedanzverhalten              | Kriterien                                | Einstellungen                                                             |
| ---------------- | ------------------------------ | ---------------------------------------- | ------------------------------------------------------------------------- |
| Überstrom        | {\displaystyle Z_{Q}\ll Z_{K}} | {\displaystyle I_{K}\gg I_{B}}           | {\displaystyle I\geq 2{,}0I_{n}}                                          |
| Erdschluss       |                                | {\displaystyle U_{E}\gg 0}               | {\displaystyle I_{E}=0{,}8I_{n}} {\displaystyle U_{E}=0{,}2U_{n}}         |
| Unterspannung    | {\displaystyle Z_{Q}>Z_{K}}    | {\displaystyle U_{K}<U_{B}}              | {\displaystyle I_{F}\geq 0{,}7I_{n}} {\displaystyle U_{F}\leq 0{,}6U_{n}} |
| Unterimpedanz    | {\displaystyle Z_{Q}<Z_{K}}    | {\displaystyle \phi _{K}\not =\phi _{L}} | {\displaystyle \phi =\phi _{L}} {\displaystyle Z>Z_{3}}                   |

- {\displaystyle Z_{Q}} Quellenimpedanz
- {\displaystyle Z_{K}} Kurzschlussimpedanz
- {\displaystyle Z_{Q}/Z_{K}} Impedanzverhältnis

Aus der Tendenz des Impedanzverhältnisses kann die Art der Anregung entnommen werden. Die Überstromanregung ist grundsätzlich in einem Distanzschutzrelais angeordnet, während Unterspannungs- und Unterimpedanzanregung je nach Bauart zusätzlich verwendet werden. Die Erdschlussanregung findet nur Verwendung in Netzen mit nichtwirksamer Sternpunktbehandlung. Heutige Distanzschutzrelais verfügen über Anregeglieder für jeden Leiter einschließlich Neutralleiter. Beim Einsatz der Anregearten ist je nach Anlagenkonfiguration zu überlegen, wie viele und welche Anregearten zum Einsatz kommen. Bei zu vielen gleichzeitig aktivierten Anregearten kann es zum Fehlverhalten des Schutzes kommen.

### Distanzmessung

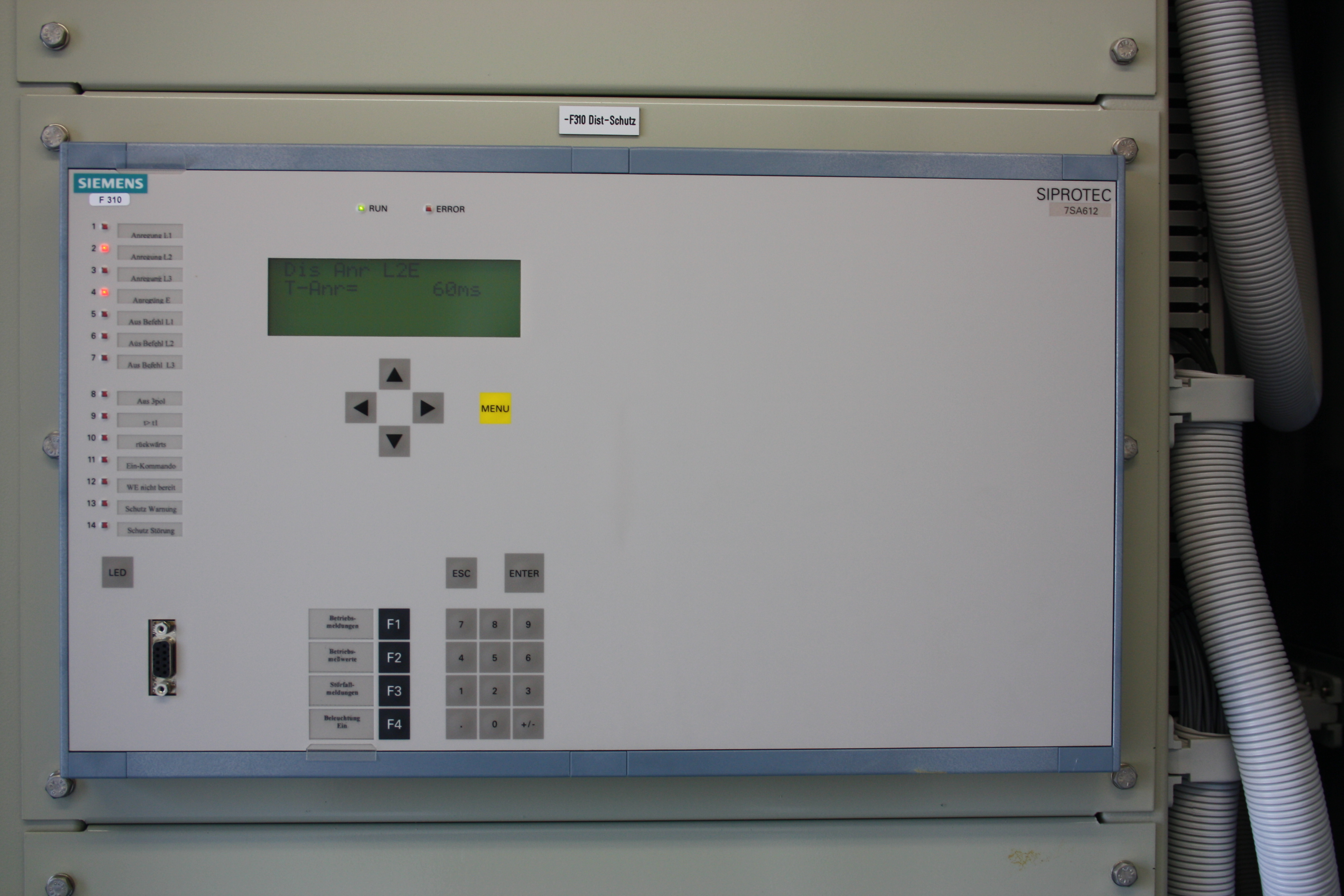
Digitales Distanzschutzrelais

Die Leitungsimpedanz ist grundsätzlich abhängig vom Leiterquerschnitt, Art und Anordnung der Leiter im Netzsystem und von der Länge der Leitung. Die errechnete oder gemessenen (Normal-)Impedanz der Leitung wird im Distanzrelais eingestellt, des Weiteren die (Teil-)Impedanzen der einzelnen Staffelzonen/Distanzen und die für diese gewünschten Auslösezeiten sowie die Spannungsebenen und Wandlerübersetzung. Außerdem wird der Erdfaktor eingestellt, dieser gibt das Verhältnis von Impedanz des Leiterseils zur Impedanz der Erde im Gebiet der Leitung an. Der Erdfaktor ist abhängig von Bodenart, Bodenbeschaffenheit und Grundwasserstand. Außerdem gibt es noch viele weitere Einstellmöglichkeiten.
Durch Messung von Strom und Spannung berechnet das Schutzgerät ständig die aktuelle Impedanz der Leitung.
Tritt nun im Netz ein Fehler auf (z. B. Kurzschluss), kommt es zur Änderung der vom Schutzgerät gemessenen Impedanz aufgrund des Leiterschlusses und des an der Fehlerstelle entstehenden Lichtbogenwiderstandes. Die nun vom Relais gemessene Impedanz nennt man Kurzschlussimpedanz, es ist die geometrische Addition der Leitungsimpedanz und des Lichtbogenwiderstandes. Das Messglied im Relais vergleicht die Kurzschlussimpedanz (richtiger Schleifenimpedanz, weil jetzt die Kurzschlussschleife zu betrachten ist) mit der eingestellten Leitungsimpedanz.
Durch die Auslösekennlinien des Relais können somit Zeitstaffelungen in mehreren Stufen in Abhängigkeit von der Fehlerentfernung eingestellt werden.
Bei Fehlern, die im Schutzbereich des Distanzschutzrelais auftreten, z. B. beim dreipoligen Kurzschluss mit Erdberührung, werden dem Relais über Stromwandler die Leiterströme und der Leiter-Erde-Strom (Unsymmetriestrom) zugeführt und von einer Auswahlschaltung erfasst. Gleichzeitig werden von der Auswahlschaltung über Spannungswandler die Leiter-Leiter-Spannung und die Leiter-Erde-Spannung erfasst. Je nach Lage der Fehlerstelle und deren Richtung vergleicht nun das Relais die Kurzschlussimpedanz mit den nach der Stufenkennlinie eingestellten Werten. In Abhängigkeit von der Fehlerart, der Entfernung des Fehlers vom Einbauort des Relais, der Übersetzungsverhältnisse der Strom- und Spannungswandler und der Richtung des Kurzschlussstromes wird das im Relais integrierte Zeitglied über Mess- und Richtungsglieder aktiviert. Nach Ablauf des Zeitgliedes in der jeweiligen voreingestellten Zeitstufe oder mit Erreichen einer festgelegten Endzeit kommt es zur Abschaltung des Leistungsschalters, und der fehlerbehaftete Abzweig wird selektiv aus dem Netz herausgetrennt. Bei einem Relaistyp mit einer dreistufigen Kennlinie sind auch drei Stufenzeiten einstellbar. Weiterhin sind Einstellungen für die Endzeit und die Grenzzeit notwendig. Hierbei kann die Endzeit wahlweise richtungsabhängig oder richtungsunabhängig eingestellt werden. Die Grenzzeit ist immer richtungsunabhängig. Die Einstellbarkeit der Zeiten von 0 bis 10s hat sich in der Praxis als ausreichend erwiesen.
Durch die 1. Stufe der Kennlinie werden ungefähr 75 % der Leitungslänge zwischen 2 Stationen (z. B. zw. Umspannwerke A und B) abgedeckt. Die anderen Stufen der Kennlinie decken Bereiche ab, die über die nächste(n) Stationen hinweggehen, können also Fehler registrieren und auswerten, die u. U. auf anderen Leitungen liegen. Für die Anlagenteile, die hinter dem Leistungsschalter (LS) der Gegenstation liegen (betrachtet man das Distanzschutzrelais für die Leitung AB in Station A, dann wären das die Anlagenteile, die von A aus gesehen hinter dem LS in Station B liegen), stellt das Distanzschutzrelais in A einen Reserveschutz 2. Ordnung dar.
Grund dafür ist die oben erwähnte Tatsache, dass die Impedanzzonen (außer der 1. Impedanzzone) i. d. R. über die eigentliche Leitungslänge hinaus reichen.
Aus Gründen der Redundanz werden für wichtige Leitungen oder solche der Höchstspannung oft 2 Distanzschutzrelais verwendet – wobei dann 1 Relais den Hauptschutz und das andere Relais den Reserveschutz (1. Ordnung) für die Leitung AB bildet.
Die Einstellungen (Impedanz- /Staffelkennlinie) ist bei beiden Relais i. d. R. identisch. (zum Vergleich: bei weniger wichtigen Leitungen funktioniert oft ein einfacheres UMZ-Relais als Reserveschutz).
Es muss auf die Tatsache hingewiesen werden, dass bei der bisherigen Betrachtung von Station A ausgegangen wurde. Vorwärtsrichtung für diese Relais (HS- und RS-Relais) ist in Richtung Station B. In Station B wiederum existiert eine entsprechende Anordnung, die Relais dort schauen in Richtung A, dies entspricht ihrer Vorwärtsrichtung. Stellen die Distanzschutzrelais in beiden Stationen einen Fehler in ihrer jeweiligen Vorwärtsrichtung fest, ist sichergestellt, dass der Fehler auf Leitung AB liegt und nicht hinter der nächsten Station.

### Komplexes Beispiel
Annahme:
Die Skizze soll den Funktionsablauf bei Anregung erklären, sie entspricht nicht den tatsächlichen baulichen Gegebenheiten. Es wird hier nur eine Spannungsebene betrachtet, die Leitungen sind in den einzelnen Stationen (z. B. Umspannwerke) auf dieselbe Sammelschiene geschaltet. Das Verhalten der Relais ist nur als ein mögliches Beispiel zu betrachten, angegebene Zeiten und Zonen dienen nur dem Verständnis und weichen in der Realität oft ab. Für alle Relais werden für die einzelnen Impedanzzonen gleiche Zeiten angenommen. Der Fehler liegt bei 10 % der Leitungslänge DC von Station D aus betrachtet. Die Leistungsschaltereigenzeit beträgt 20 ms.
|           | Zone 1 0 s | Zone 2 0,5 s | Zone 3 2,5 s | Rückwärtsr. 7 s |
| --------- | ---------- | ------------ | ------------ | --------------- |
| Relais 1  |            |              |              |                 |
| Relais 2  |            |              |              | X               |
| Relais 3  |            |              | X            |                 |
| Relais 4  |            |              |              | X               |
| Relais 5  |            | X            |              |                 |
| Relais 6  | X          |              |              |                 |
| Relais 7  |            |              |              | X               |
| Relais 8  |            |              |              | X               |
| Relais 9  |            |              | X            |                 |
| Relais 10 |            |              |              | X               |
| Relais 11 |            |              |              | X               |

Schema eines Netzabschnittes mit mehreren Leitungen und zugeordneten Distanzschutzrelais.

Bei Fehlereintritt wird der Fehler von allen Relais außer Relais 1 erkannt. Für Relais 1 ist der Fehler zu weit entfernt. Die anderen Relais erkennen den Fehler wie folgt:
- Relais 2, 4, 7, 8, 10 und 11 erkennen Fehler in Rückwärtsrichtung.
- Relais 3 und 9 erkennen Fehler in Vorwärtsrichtung Zone 3,
- Relais 5 erkennt Fehler in Vorwärtsrichtung Zone 2,
- Relais 6 erkennt Fehler in Vorwärtsrichtung Zone 1,
- In allen Relais, die den Fehler erkennen, beginnt die den einzelnen Zonen bzw. Rückwärtsrichtung zugewiesene Zeit abzulaufen.

Im Idealfall passiert Folgendes:
- Relais 6 schaltet den zugeordneten Leistungsschalter nach ca. 20 ms ab (Auslösezeit + Leistungsschaltereigenzeit). Damit erkennt Relais 7 keinen Fehler mehr und fällt ab, bevor die eingestellte Zeit abgelaufen ist.
  - Gelingt es Relais 6 nicht, den zugeordneten LS auszuschalten, so löst das Relais 7 nach 7 Sekunden in Rückwärtsrichtung seinen LS aus.
- Relais 5 schaltet seinen zugeordneten Leistungsschalter in Station C nach ca. 0,5 s ab (also längere Zeit, da Fehler in Zone 2 erkannt wurde). Damit ist die fehlerbehaftete Leitung CD abgeschaltet, alle anderen angeregten Relais fallen ab, da sie keinen Fehler mehr erkennen können.
  - Gelingt es Relais 5 nicht, den zugeordneten LS auszuschalten, so schalten als Nächstes die Relais 3 und 9 ihren LS aus. Zusätzlich schaltet auf jeden Fall das Relais 11 in Rückwärtsrichtung seinen LS aus.
    - Sollte Relais 3 erfolglos sein, schalten als Nächstes Relais 2 und 4 ihren zugeordneten LS aus.
    - Sollte Relais 9 erfolglos sein, schalten als Nächstes Relais 8 und 10 ihren zugeordneten LS aus.

Auffällig ist hier, dass Relais 3 und 9 vor Relais 4, 10 und 11 schalten, obwohl sich letztere näher am Fehlerort befinden. Ursache ist, dass Relais 4, 10 und 11 den Fehler in Rückwärtsrichtung erkennen und die Zeit für Fehler in Rückwärtsrichtung im Normalfall länger eingestellt ist als die der Impedanzzonen in Vorwärtsrichtung. Es gibt auch Einstellungen, bei denen in Rückwärtsrichtung nicht ausgelöst wird.
Es kann also unter bestimmten Umständen vorkommen, dass Leitungen abgeschaltet werden, die selbst nicht fehlerbehaftet sind, aber über die Sammelschiene in Umspannwerken einen Fehler weiter speisen können, wenn andere Schutzgeräte oder LS versagen.
Die Daten sind nochmals in der oberen Tabelle zusammengefasst. Die längeren Zeiten laufen nur komplett ab, wenn die Relais mit den kürzeren Zeiten den Fehler nicht abschalten (Relais- oder Schalterversagen). Arbeitet alles korrekt, so fallen die weiter entfernten Relais ab, bevor deren längere Zeit abgelaufen sind.

### Einsatzgrenzen des Distanzschutzes
Dem Einsatz des Distanzschutzes sind technisch bedingte Grenzen gesetzt. Diese sind abhängig von der Art des Relais (elektromechanisch, statisch oder digital), von der Art der Leitung und seiner Leitungsimpedanz und dem Übersetzungsverhältnis der Stromwandler. Die maximale Leitungslänge wird durch die maximal messbare primäre Leitungsimpedanz bestimmt.